# Archiv für Sozialwissenschaft und Sozialpolitik
Archiv für Sozialwissenschaft und Sozialpolitik (skr. AfSS, pol. Archiwum Nauk Społecznych i Polityki Społecznej) – niemieckie czasopismo naukowe poświęcone naukom społecznym wydawane w latach 1904–1933. Było pionierskim przedsięwzięciem w międzynarodowych badaniach społecznych. Naukowcy anglosascy uważają je za najbardziej znaczące czasopismo w obszarze nauk społecznych XX wieku.

## Historia
Pismo założyli Edgar Jaffé, Werner Sombart i Max Weber na bazie periodyku wydawanego przez tybińskie wydawnictwo Heymann – Archiv für soziale Gesetzgebung und Statistik: Zeitschr. zur Erforschung d. gesellschaftl. Zustände aller Länder (pol. Archiwum Ustawodawstwa Socjalnego i Statystyki. Czasopismo poświęcone badaniom sytuacji społecznej wszystkich krajów), sprzedanego w 1903 przez polityka i publicystę Heinricha Brauna. Był on w tym czasie silnie zaangażowany politycznie i z powodzeniem wystartował w wyborach do Reichstagu. Wkrótce popadł jednak w problemy finansowe, co stało się przyczyną sprzedaży pisma. Nabył je ekonomista Jaffé, 23 sierpnia 1903, za 60 000 marek. Nowy właściciel pozyskał do edycji Sombarta i Webera. Nazwiska te zachęciły do wydawania nowego tytułu wydawcę Paula Siebecka. W początkowym okresie działania pisma (dwa lata) do kręgu wydawców należeli też Robert Michels, Joseph Alois Schumpeter oraz Alfred Weber.
W pierwszym numerze zamieszczono podpisaną przez „edytorów” Deklarację (niem. Geleitwort), która mówiła o kontynuacji linii Brauna, jednak można w niej znaleźć zapowiedź innowacji merytorycznych i teoretycznych w treściach, zwłaszcza dotyczących obserwacji współczesności. Wskazywano m.in. na konieczność zmiany perspektywy poznawczej nauk społecznych, w tym zaangażowanie się w badania nad klasą robotniczą. W Deklaracji napisano: nasze pismo będzie dziś musiało uznać historyczne i teoretyczne poznanie ogólnych kulturowych warunków rozwoju kapitalistycznego za to zagadnienie badawcze, w służbie którego się postrzega. Max Weber uznawał za swoje credo tworzenie jasnych pojęć. Za główny cel działalności przyjęto próbę nowego usytuowania w porządku problemów dziedzin gospodarki i kultury.
|                        | wrzesień 1910 | sierpień 1914 | luty 1919 | lipiec 1925 |
| ---------------------- | ------------- | ------------- | --------- | ----------- |
| nakład                 | 1000          | około 600     | około 600 | 1000        |
| sprzedaż w Niemczech   | 420           | 357           | 410       | 569         |
| sprzedaż poza Niemcami | 309           | 281           | 226       | 256         |
| razem                  | 729           | 638           | 636       | 825         |

Od 1909 organizacją czasopisma zajmował się socjaldemokratyczny ekonomista Emil Lederer, a Archiv... prenumerowany był w kilkunastu krajach na świecie oraz wydawany w dużym, jak na czasopisma socjologiczne, nakładzie tysiąca egzemplarzy. Oprócz niemieckich, z pismem współpracowały księgarnie w Brukseli, Budapeszcie, Christianii, Hadze, Kopenhadze, Londynie, Nowym Jorku, Paryżu, Sankt Petersburgu, Rzymie, Sztokholmie, Wiedniu oraz Zurychu. Prenumerata trzyzeszytowego tomu kosztowała 16 marek (pojedynczy zeszyt kosztował 7 marek).
W tym okresie do redakcji dołączył Robert Michels. Artykuły pisała też żona Jaffé, emancypantka Else. Sombart pozyskał również ukraińskiego teoretyka ekonomii, Mychajła Tuhana-Baranowskiego. Do grona autorów tekstów należeli też m.in. Georg Simmel (np. Socjologia biedy), a po 1918, w okresie polaryzacji światopoglądowej i powstaniu opozycyjnych środowisk badawczych w Lipsku, Berlinie, Wiedniu, Heidelbergu, Frankfurcie nad Menem i Kolonii, również: Karl Mannheim (wprowadził na łamy socjologię wiedzy i opublikował swoje kluczowe artykuły – Historyzm i Myślenie konserwatywne), Alfred Weber oraz Joseph Schumpeter. Max Weber w 1905 opublikował w ramach serii swoje ważne dzieło Etyka protestancka a duch kapitalizmu, a Werner Sombart w 1907 – Der Begriff der Stadt und das Wesen der Städtebildung.
Zespół redakcyjny postrzegany był przed wybuchem I wojny światowej jako grupa outsiderów, funkcjonujących ma marginesie akademickiego establishmentu Cesarstwa Niemieckiego. Robert Michels od 1906 do 1915 publikował w czasopiśmie prowokacyjne teksty na temat socjologii ugrupowań politycznych.
Sombart w swoich wystąpieniach podkreślał, że AfSS zajmował na rynku czasopism społecznych najwyższą pozycję europejską w zakresie promowania postępowych reform społecznych, mających na celu demokratyzację mas. Wyraźnie przeciwstawiał się teoriom marksistowskim i akademickiemu socjalizmowi w duchu Gustava Schmollera. W 1920 demonstracyjnie ustąpił ze stanowiska współedytora pisma, ponieważ nie zgadzał się z lewicowym kursem początkowej, założycielskiej fazy Republiki Weimarskiej.
W 1933 Lederer i większość jego współpracowników, zagrożonych przez hitlerowców, wyemigrowała do Stanów Zjednoczonych. Pismo zakończyło wówczas działalność. W większości znaleźli oni zatrudnienie w nowojorskiej New School for Social Reserch. W 1934 uruchomili tam czasopismo Social Reserch, kontynuujące tradycje AfSS.

## Kwestia polska
Do 1903 pismo Brauna nie poruszało zbyt często kwestii polskich. Zmieniło się to począwszy od powołania nowego czasopisma. Szczególnie chętnie publikowano dyskusje pomiędzy naukowcami polskimi i niemieckimi. Np. w tomie drugim Zofia Daszyńska-Golińska opublikowała obszerny tekst na temat stosunków agrarnych w Galicji. Po wydaniu w 1910 Kwestii polskiej autorstwa Ludwiga Bernharda, w piśmie ukazało się krytyczne omówienie tego dzieła, napisane przez Kazimierza Zimmermanna. Redaktorzy wskazali, że z wielu względów wydawało nam się pożądane, zanim opublikujemy recenzję dzieła Bernharda pióra niemieckiego autora, dać okazję wypowiedzenia się polskiemu głosowi z polskiego punktu widzenia. Recenzję niemiecką wydrukowano dopiero po wznowieniu książki, a napisał ją Otto Bauer (jego stanowisko było bardziej krytyczne niż polskie).
Od około 1916 AfSS zaczęło popierać niemiecką politykę Mitteleuropy. Po przegranej wojnie w publikacjach zaznaczyły się wyraźne głosy usprawiedliwiające (w miejsce analizy społeczno-naukowej) niemieckie roszczenia do byłej tzw. prowincji pruskiej. Celowali w tym historyk Hermann Oncken i prawnik Moritz Jaffé.